# White Star Bruxelles
El Royal White Star Bruxelles fue un club de fútbol belga del barrio de Molenbeek-Saint-Jean en Bruselas. Fue fundado en 1948 y disuelto en 2017. El club estaba afiliado a la KBVB con el número de matrícula 5750 y tenía el rojo y blanco como colores del club. A principios del siglo XXI, el club ascendió a las divisiones nacionales.

## Historia
En 1948, se funda un club llamado FC Kapelleveld, que pasó a jugar en el fútbol amateur. Después de un tiempo, algunos decidieron crear un nuevo club, con el mismo nombre, pero para unirse a la Liga Belga de Fútbol, porque el equipo todavía jugaba en el fútbol aficionado. Los colores del club se convirtieron en verde y blanco, y comenzaron a jugar en el Leuvensesteenweg en Evere. En 1950 se cambió el nombre del club a Woluwe FC y se adoptaron los colores blanco-negro del municipio. En 1954, el club finalmente se unió oficialmente a la Asociación Belga de Fútbol y comenzó en la entonces serie más baja, Tercera Provincial. En 1959 el club consiguió ascender a Segunda Provincial. Debido a diferencias de opinión con el gobierno municipal, la gente se retiró del estadio Fallon y jugó en el distrito Kapelleveld.
Otro club de la zona, el White Star AC, con matrícula 47, juega en el Fallon Stadium desde 1960. Este club se fusionó con Racing Club de Bruxelles en 1963 para formar Racing White. Woluwe toma la estrella de White Star, y Woluwe FC toma el nombre de White Star Woluwe FC. El rojo y el blanco se adoptan como los colores del club. El emblema se convierte en una estrella blanca, rodeada por un patrón de tablero de ajedrez blanco y negro. Ese damero desaparece del logo en 1970. Sin embargo, el club tuvo un período más difícil. En 1970 hubo incluso propuestas de absorción por parte de los clubes vecinos del Racing White o de una fusión con el Olympic Stockel. El club descendió a Tercera Provincial. En 1972 el club tuvo que abandonar el antiguo estadio en el distrito de Kapelleveld. Encontraron cobijo en el Stade Fallon donde jugaba Racing White y donde podían jugar en el segundo campo. Sin embargo, el club descendió a la serie más baja, Cuarta Provincial. Un año después, Racing White se fusionó con Daring Club de Bruxelles para formar RWDM y se mudó a Molenbeek. White Star Woluwe pudo volver a jugar en el primer sitio del estadio. 
En la temporada 1975 White Star Woluwe pudo ascender de nuevo a Tercer Provincial. Lento pero seguro siguió un avance, lejos de las divisiones provinciales más bajas. En 2003, el club fue ascendido de Primera Provincial y pudo pasar a la Cuarta División. El club inmediatamente terminó segundo y forzó un lugar en la ronda final. Gracias a la victoria final en esa ronda final, WS Woluwe ascendió directamente a la Tercera División. En la temporada 2010-2011, el campeón jugó en tercera división B y ascendió a Segunda división. El 15 de abril de 2013, se anunció que WS Woluwe entraría en liquidación porque la carga de la deuda era demasiado alta. Cuatro días después, el club se salvó. Un grupo de inversores de Dubái , que antes quería invertir en sus compañeros FC Bruselas, decidió inyectar su dinero en WS Woluwe. Una semana después, a pesar de la inyección de capital, se le dijo al club que no tendría licencia profesional. Apeló y recibió una licencia del Tribunal de Arbitraje Deportivo de Bélgica (BAS). No había lugar en la nueva directiva para Michel Farin, quien había sido presidente del club desde 1999. En el verano de 2013, el nombre del club se cambió oficialmente a Royal White Star Bruselas.
En la temporada 2015/16, el club se proclamó campeón de Segunda División. Esto no fue seguido por el ascenso a Primera, la división de fútbol más alta de Bélgica. Tanto la comisión de licencias de la KBVB como (en apelación) el Tribunal de Arbitraje Deportivo de Bélgica (BAS) denegaron la licencia a White Star. Esto se debió a una deuda de cuatro millones de euros y porque el club no contaba con un estadio propio. El club descendió y fue suspendido tres veces en la temporada 2016/17 por la KBVB debido a pagos atrasados a (ex) jugadores. El club volvió a descender, esta vez a la Segunda División Aficionada. El club nunca volvería a participar por problemas económicos y porque había sido expulsado del estadio Edmond Machtens. El partido como local del 13 de agosto contra Sporting Bruxelles (0-8) en la tercera jornada de la Copa de Bélgica 2017-18 resultó ser el último partido. El 26 de octubre de 2017, el tribunal de primera instancia de Bruselas decidió que el club debe disolverse porque no cumplía con el proceso de mediación de deuda.

## Resultados
| Temporada                                                                | División | División | División | División | División | División | División | División | Denominación                                          | Puntos                                                | Observaciones                                                |
|                                                                          | I        | II       | III      | IV       | P.I      | P.II     | P.III    | P.IV     |                                                       |                                                       |                                                              |
| ------------------------------------------------------------------------ | -------- | -------- | -------- | -------- | -------- | -------- | -------- | -------- | ----------------------------------------------------- | ----------------------------------------------------- | ------------------------------------------------------------ |
| como Woluwe FC                                                           |          |          |          |          |          |          |          |          |                                                       |                                                       |                                                              |
| 1954/55                                                                  |          |          |          |          |          |          | 14       |          | Tercera Prov. Brab.                                   | 5                                                     |                                                              |
| 1955/56                                                                  |          |          |          |          |          |          | 8        |          | Tercera Prov. Brab.                                   | 24                                                    |                                                              |
| 1956/57                                                                  |          |          |          |          |          |          | 9        |          | Tercera Prov. Brab.                                   | 15                                                    |                                                              |
| 1957/58                                                                  |          |          |          |          |          |          | 6        |          | Tercera Prov. Brab.                                   | 39                                                    |                                                              |
| 1958/59                                                                  |          |          |          |          |          |          | 3        |          | Tercera Prov. Brab.                                   | 42                                                    |                                                              |
| 1959/60                                                                  |          |          |          |          |          |          | 1        |          | Tercera Prov. Brab.                                   | 57                                                    |                                                              |
| 1960/61                                                                  |          |          |          |          |          | 5        |          |          | Segunda Prov. Brab.                                   | 34                                                    |                                                              |
| 1961/62                                                                  |          |          |          |          |          | 4        |          |          | Segunda Prov. Brab.                                   | 37                                                    |                                                              |
| 1962/63                                                                  |          |          |          |          |          | 3        |          |          | Segunda Prov. Brab.                                   | 39                                                    |                                                              |
| como White Star Woluwe FC                                                |          |          |          |          |          |          |          |          |                                                       |                                                       |                                                              |
| 1963/64                                                                  |          |          |          |          |          | 5        |          |          | Segunda Prov. Brab.                                   | 36                                                    |                                                              |
| 1964/65                                                                  |          |          |          |          |          | 4        |          |          | Segunda Prov. Brab.                                   | 41                                                    |                                                              |
| 1965/66                                                                  |          |          |          |          |          | 4        |          |          | Segunda Prov. Brab.                                   | 35                                                    |                                                              |
| 1966/67                                                                  |          |          |          |          |          | 14       |          |          | Segunda Prov. Brab.                                   | 23                                                    |                                                              |
| 1967/68                                                                  |          |          |          |          |          | 7        |          |          | Segunda Prov. Brab.                                   | 30                                                    |                                                              |
| 1968/69                                                                  |          |          |          |          |          | 14       |          |          | Segunda Prov. Brab.                                   | 19                                                    |                                                              |
| 1969/70                                                                  |          |          |          |          |          | 11       |          |          | Segunda Prov. Brab.                                   | 25                                                    |                                                              |
| 1970/71                                                                  |          |          |          |          |          | 15       |          |          | Segunda Prov. Brab.                                   | 17                                                    |                                                              |
| 1971/72                                                                  |          |          |          |          |          |          | 14       |          | Tercera Prov. Brab.                                   | 18                                                    |                                                              |
| 1972/73                                                                  |          |          |          |          |          |          | 15       |          | Tercera Prov. Brab.                                   | 18                                                    |                                                              |
| 1973/74                                                                  |          |          |          |          |          |          |          | 3        | Cuarta Prov. Brab.                                    | 40                                                    |                                                              |
| 1974/75                                                                  |          |          |          |          |          |          |          | 2        | Cuarta Prov. Brab.                                    | 43                                                    |                                                              |
| 1975/76                                                                  |          |          |          |          |          |          | 6        |          | Tercera Prov. Brab.                                   | 33                                                    |                                                              |
| 1976/77                                                                  |          |          |          |          |          |          | 2        |          | Tercera Prov. Brab.                                   | 40                                                    |                                                              |
| 1977/78                                                                  |          |          |          |          |          |          | 9        |          | Tercera Prov. Brab.                                   | 29                                                    |                                                              |
| 1978/79                                                                  |          |          |          |          |          |          | 5        |          | Tercera Prov. Brab.                                   | 33                                                    |                                                              |
| 1979/80                                                                  |          |          |          |          |          |          | 10       |          | Tercera Prov. Brab.                                   | 28                                                    |                                                              |
| 1980/81                                                                  |          |          |          |          |          |          | 8        |          | Tercera Prov. Brab.                                   | 31                                                    |                                                              |
| como White Star Malou Woluwe (fusión de WS Woluwe FC con Sporting Malou) |          |          |          |          |          |          |          |          |                                                       |                                                       |                                                              |
| 1981/82                                                                  |          |          |          |          |          |          | 3        |          | Tercera Prov. Brab.                                   | 43                                                    |                                                              |
| 1982/83                                                                  |          |          |          |          |          |          | 2        |          | Tercera Prov. Brab.                                   | 47                                                    |                                                              |
| 1983/84                                                                  |          |          |          |          |          | 11       |          |          | Segunda Prov. Brab.                                   | 28                                                    |                                                              |
| 1984/85                                                                  |          |          |          |          |          | 10       |          |          | Segunda Prov. Brab.                                   | 28                                                    |                                                              |
| 1985/86                                                                  |          |          |          |          |          | 8        |          |          | Segunda Prov. Brab.                                   | 31                                                    |                                                              |
| 1986/87                                                                  |          |          |          |          |          | 10       |          |          | Segunda Prov. Brab.                                   | 28                                                    |                                                              |
| 1987/88                                                                  |          |          |          |          |          | 12       |          |          | Segunda Prov. Brab.                                   | 25                                                    |                                                              |
| 1988/89                                                                  |          |          |          |          |          | 14       |          |          | Segunda Prov. Brab.                                   | 19                                                    |                                                              |
| 1989/90                                                                  |          |          |          |          |          |          | 11       |          | Tercera Prov. Brab.                                   | 28                                                    |                                                              |
| 1990/91                                                                  |          |          |          |          |          |          | 10       |          | Tercera Prov. Brab.                                   | 28                                                    |                                                              |
| 1991/92                                                                  |          |          |          |          |          |          | 7        |          | Tercera Prov. Brab.                                   | 36                                                    |                                                              |
| 1992/93                                                                  |          |          |          |          |          |          | 15       |          | Tercera Prov. Brab.                                   | 23                                                    |                                                              |
| 1993/94                                                                  |          |          |          |          |          |          |          | 1        | Cuarta Prov. Brab.                                    | 51                                                    |                                                              |
| como White Star Woluwe FC                                                |          |          |          |          |          |          |          |          |                                                       |                                                       |                                                              |
| 1994/95                                                                  |          |          |          |          |          |          | 6        |          | Tercera Prov. Brab.                                   | 34                                                    |                                                              |
| 1995/96                                                                  |          |          |          |          |          |          | 7        |          | Tercera Prov. Brab.                                   | 43                                                    |                                                              |
| 1996/97                                                                  |          |          |          |          |          |          | 7        |          | Tercera Prov. Brab.                                   | 40                                                    |                                                              |
| 1997/98                                                                  |          |          |          |          |          |          | 6        |          | Tercera Prov. Brab.                                   | 49                                                    |                                                              |
| 1998/99                                                                  |          |          |          |          |          |          | 10       |          | Tercera Prov. Brab.                                   | 35                                                    |                                                              |
| 1999/00                                                                  |          |          |          |          |          |          | 1        |          | Tercera Prov. Brab.                                   | 76                                                    |                                                              |
| 2000/01                                                                  |          |          |          |          |          | 1        |          |          | Segunda Prov. Brab.                                   | 74                                                    |                                                              |
| 2001/02                                                                  |          |          |          |          | 9        |          |          |          | Primera Prov. Brab.                                   | 43                                                    |                                                              |
| 2002/03                                                                  |          |          |          |          | 1        |          |          |          | Primera Prov. Brab.                                   | 63                                                    |                                                              |
| 2003/04                                                                  |          |          |          | 2        |          |          |          |          | Cuarta D                                              | 60                                                    | Ascenso vía ronda final                                      |
| 2004/05                                                                  |          |          | 6        |          |          |          |          |          | Tercera B                                             | 44                                                    |                                                              |
| 2005/06                                                                  |          |          | 9        |          |          |          |          |          | Tercera A                                             | 42                                                    |                                                              |
| 2006/07                                                                  |          |          | 4        |          |          |          |          |          | Tercera B                                             | 47                                                    | Derrota en ronda final por ascenso contra Cappellen FC       |
| 2007/08                                                                  |          |          | 3        |          |          |          |          |          | Tercera B                                             | 57                                                    | Derrota en ronda final por ascenso contra SC Eendracht Aalst |
| 2008/09                                                                  |          |          | 10       |          |          |          |          |          | Tercera A                                             | 39                                                    |                                                              |
| 2009/10                                                                  |          |          | 11       |          |          |          |          |          | Tercera B                                             | 43                                                    |                                                              |
| 2010/11                                                                  |          |          | 1        |          |          |          |          |          | Tercera B                                             | 75                                                    |                                                              |
| 2011/12                                                                  |          | 6        |          |          |          |          |          |          | Segunda División                                      | 51                                                    |                                                              |
| 2012/13                                                                  |          | 7        |          |          |          |          |          |          | Segunda División                                      | 49                                                    | Cuarto en ronda final por ascenso                            |
| como Royal White Star Bruxelles                                          |          |          |          |          |          |          |          |          |                                                       |                                                       |                                                              |
| 2013/14                                                                  |          | 12       |          |          |          |          |          |          | Segunda División                                      | 40                                                    |                                                              |
| 2014/15                                                                  |          | 12       |          |          |          |          |          |          | Segunda División                                      | 40                                                    |                                                              |
| 2015/16                                                                  |          | 1        |          |          |          |          |          |          | Segunda División                                      | 63                                                    | Descenso por no obtener licencia profesional                 |
|                                                                          | 1A       | 1B       | 1Am      | 2Am      | 3Am      | P.I      | P.II     | P.III    | desde 2016-17 hay 3 niveles nacionales y 2 regionales | desde 2016-17 hay 3 niveles nacionales y 2 regionales | desde 2016-17 hay 3 niveles nacionales y 2 regionales        |
| 2016/17                                                                  |          |          | 15       |          |          |          |          |          | Primera Div. Afic.                                    | 20                                                    |                                                              |